# Râul Podragu, Arpaș
Râul Podragu este unul din brațele care formează râului Arpaș. 